# Jacob Gnahoui
Jacob Gnahoui (18 de novembro de 1985 - Aladá) é um judoca de Benin que participou das Olimpíadas de 2012 na categoria até 60 kg. Perdeu na primeira fase para Ludwig Paischer, dando adeus às Olimpíadas.